# オオギヤモリ
オオギヤモリ Euleptes europaea はチビヤモリ科に属するトカゲの一種。主に地中海の島々に生息し、岩の多い環境を好む。
Euleptes 属の現生種は本種のみだが、チェコの中新世前期の地層から化石種Euleptes gallica Müller, 2001 が発見されている。

## 形態
最大で頭胴長8cmになるが、通常は6cm程度である。頭部は菱形で幅広く、多少扁平である。眼は大きく、瞳孔は縦に切れ込む。かなり太った体型で、脚は体に比べ短い。指先は角張って指下板があり、登攀能力が高い。尾は体と同等の長さがあり、全長は16-20cmになる。失った尾は再生するが、再生尾は元の尾の2.5倍程度の太いものである。皮膚にはわずかな顆粒があるが結節はなく、この点で他の欧州産ヤモリ類と区別できる。体色は変異に富み、黄褐色から灰褐色で、規則的な黄色の模様や斑点、横縞がよく見られる。他のヤモリと同様、暑い時期には明るい体色に、寒い時期には暗い体色に変化する傾向がある。

## 分布
コルシカ島やサルデーニャ島、チュニジア沖の島々など、地中海の島々で広く見られる。フランスの南岸や、イタリア北部のトスカーナ州にも分布する。主に島嶼部に分布することは、最近になって分布域が縮小したことを意味する可能性がある。

## 生態
主に夜行性で目立たない種で、岩や壁の上で見られるが、特に花崗岩上に多い。人の住む建物には少ないが、廃墟には見られる。稀に木の幹などで見られることもある。森林は避ける。通常は低地に生息するが、温暖な地域では標高1500m程度の場所にも生息する。日中は岩屑や岩の割れ目に隠れていることが多く、1m2あたり200個体に達することもある。日中に岩の表面に出て日光浴をすることもあるが、この際には体色が保護色となる。天敵は鳥や蛇など。
冬眠を行う。交尾前行動は荒々しいもので、互いの尾に噛み付き合うので尾を失うこともある。通常2個の卵を、岩の割れ目に産み付ける。孵化には8-13週かかり、孵化時は3cm程度。2-3歳で性成熟し、寿命は20年程度と考えられる。
非常に素早く、かなりの距離を跳び移ることができる。餌は昆虫や小型の無脊椎動物で、ゆっくりと追跡して突然跳びかかることで捕える。